# Glanz an der Weinstraße
Glanz an der Weinstraße est une ancienne commune autrichienne du district de Leibnitz en Styrie. Le 1er janvier 2015 les communes de Glanz an der Weinstraße, Eichberg-Trautenburg, Leutschach et Schloßberg fusionnent pour former le bourg de Leutschach an der Weinstraße.